# 索氏锉蛤
索氏锉蛤（学名：Lima sowerbyi），是莺蛤目狐蛤科狐蛤属的一种。主要分布于南海，常生活于浅海。